# Хаякава, Рэн
Рэн Хаякава (яп. 早川漣; 24 августа 1987, Анян, Южная Корея) — японская спортсменка, стрелок из лука, бронзовый призёр 2012 года в командном первенстве. Долгое время имела южнокорейское гражданство и была спортсменом в стрельбе из лука, где Южная Корея доминировала с 1980 года. После эмиграции в Японию с семьей была натурализована.

## Биография
Рэн Хаякава родилась 24 августа 1987 года в южнокорейском Чонджу. Она не сумела поступить в университет после окончания школы, несмотря на то, что выступала за местную команду. В 2007 году она переехала в Японию, так как её мать повторно вышла замуж в этой стране и нашла возможность дать дочери возможность поступить в японский университет. Спустя два года Хаякава стала гражданкой Японии.
Её старшая сестра Нами представляла Японию на Олимпийских играх 2008 года. Её муж Ким Сунджин выступал на элитном уровне и был тренером сборной Японии.

## Карьера
Рэн Хаякава начала заниматься стрельбой из лука в третьем классе начальной школы в Южной Корее. Её вдохновила к занятию стрельбой из лука старшая сестра.
После натурализации в 2009 году Хаякава получила ряд наград в Японии. За новую страну на международном уровне она начала выступать в 2011 году. На чемпионате мира в Турине она выступила в миксте, где дошла до четвертьфинала, а также в командном и индивидуальном первенствах, но не сумела пройти дальше 1/8 финала.
Она попала в состав сборной Японии на Олимпийские игры 2012 года в Лондоне, где стала бронзовым призёром в командных соревнованиях. В личном турнире она дошла до 1/8 финала.
На чемпионате мира 2017 года в Мехико дошла в составе команды до четвертьфинала, но в личном турнире выбыла уже в 1/32 финала.
По результатам отборочного турнира в Японии она сумела попасть в состав сборной на домашнюю Олимпиаду в Токио, которая состоялась в 2021 году. Хаякава стала 16-й в рейтинговом раунде. Японки в первом же матче женского командного турнира со счётом 3:5 уступили белорусским лучницам. В первом раунде женского индивидуального первенства японская лучница попала на До Тхи Ань Нгует из Вьетнама. Матч потребовал перестрелки при счёте 5:5 по сетам, и японка оказалась точнее (8:7). Во втором раунде она победила американку Кейси Кауфхолд со счётом 6:2, но в 1/8 финала уступила будущей олимпийской чемпионке Ан Сан из Южной Кореи.